# Ekkehard Walter
Ekkehard Walter (* 28. September 1939 in Dresden) ist ein deutscher Gebrauchsgrafiker.

## Leben und Werk
Walter absolvierte von 1953 bis 1956 eine Lehre als Gebrauchswerber und studierte danach bis 1963 bei Wolfgang Mattheuer, Max Karl Beyer, Elisabeth Voigt und Egon Pruggmayer an der Hochschule für Grafik und Buchkunst Leipzig. Von 1963 bis 1965 war er Werbeleiter des Konsum-Filialbetriebs Dresden. Danach arbeitete er als freischaffender Gebrauchsgrafiker in Dresden-Coschütz. Er entwarf u. a. politische, Theater- und Handelsplakate, Programmhefte für Dresdener Theater, Signete, Piktogramme und Briefmarken für die Deutsche Post.

## Mitgliedschaften
- bis 1990: Verband Bildender Künstler der DDR
- nach 1990: Sächsischer Künstlerbund e. V.

## Ehrungen (Auswahl)
- 1980: Verdienstmedaille der DDR
- 1981: 1. Preis im Plakat-Wettbewerb zum X. Parteitag der SED
- 1982: Martin-Andersen-Nexö-Kunstpreis
- 1986: Hauptpreis im Theaterplakat-Wettbewerb Osnabrück (für das Theaterplakat Die Nase der Staatsoper Dresden)

## Werke (Auswahl)

### Theaterplakate
- Buridans Esel (1975; Theaterplakat für Ulrich Plenzdorfs Stück an den Landesbühnen Sachsen; auf der VIII. Kunstausstellung der DDR)[1]

- Prexaspes (Drama von Peter Hacks am Staatsschauspiel Dresden, 1976)
- Die Räuber (Staatsschauspiel Dresden, 1977)

### Briefmarkenentwürfe
- Deutschlandtreffen der Jugend Berlin 1964 (drei Werte)

### Mitwirkung an Buch-Publikationen
- Eberhard Steindorf: Wie Glanz von altem Gold. 450 Jahre Sächsische Staatskapelle Dresden. Bärenreiter-Verlag, 1989 (Design)
- Dresdens Herz. Glanzvolle Wiederkehr eines städtischen Zentrums. SDV Verlagsgesellschaft, 2006; ISBN 398105167X, ISBN 9783981051674 (Konzeption und Gestaltung; Fotografien von Klaus Willem Sitzmann)

## Teilnahme an zentralen und wichtigen regionalen Ausstellungen in der DDR
- 1967 bis 1988: Dresden, VI. Deutsche Kunstausstellung bis X. Kunstausstellung der DDR
- 1972, 1974, 1979 und 1985: Dresden, Bezirkskunstausstellungen
- 1977: Leipzig, Messehaus am Markt („Kunst und Sport“)
- 1985: Dresden, Galerie Rähnitzgasse („Das Plakat der DDR“)

## Belege
1. ↑  Walter, Ekkehard: Theaterplakat zu Plenzdorf "Buridans Esel" an den Landesbühnen Sachsen. 1975, abgerufen am 21. September 2024.

| Personendaten    | Personendaten               |
| ---------------- | --------------------------- |
| NAME             | Walter, Ekkehard            |
| KURZBESCHREIBUNG | deutscher Gebrauchsgrafiker |
| GEBURTSDATUM     | 28. September 1939          |
| GEBURTSORT       | Dresden                     |